# Срібна змія
«Срібна змія» — другий студійний альбом львівського гурту «АННА». Реліз — 24 вересня 2010 року.

## Список пісень
| №      | Назва пісні   | Тривалість | Дата появи на сторінці MySpace |
| ------ | ------------- | ---------- | ------------------------------ |
| 1      | Ера Нігілізму | 04:52      | 12 липня                       |
| 2      | Ти Ще Живий   | 07:03      | 19 липня                       |
| 3      | Золото І Дно  | 06:25      | 26 липня                       |
| 4      | Рана          | 07:13      | 2 серпня                       |
| 5      | Срібна Змія   | 06:55      | 9 серпня                       |
| 6      | Чорний Знак   | 03:42      | 16 серпня                      |
| 7      | Гра З Богом   | 08:39      | 23 серпня                      |
| 8      | Ім'я          | 10:26      | 30 серпня                      |
| 9      | Outro         | 02:26      | Не викладався                  |
| Всього | Всього        | 57:44      | 57:44                          |

## Кліпи
11 серпня 2010 року широкому загалові було представлено кліп на пісню «Гра з Богом», який зняв режисер Олександр Денисенко. Кліп розповідає про важке життя душевнохворої у XIX столітті, яку зіграла акторка Ірина Бортнійчук. Також у кліпі використано одяг тієї епохи. Незважаючи на високу якість відео, кліп не потрапив в ефір жодного з телеканалів через свою неформатність та схожість на короткометражний фільм.
Також у 2010 році було знято кліп до пісні «Чорний знак», яка вже у 2012 потрапила у ефір телеканалу A-ONE.

## Цікаві факти
- Іще до виходу альбому слухачі АННИ були знайомі з деякими піснями з альбому («Чорний знак», «Ера нігілізму», «Срібна змія» тощо) через їх виконання на багатьох концертах гурту, завдяки чому вони з'явилися у світовій мережі ще 2009 року; однак якість запису була низькою, бо їх було виконано на непрофесійній апаратурі самими ж слухачами.
- Роботу над альбомом було закінчено 5 липня 2010 року і, починаючи з 12 липня, щопонеділка на своєму Myspace гурт викладав по одній пісні з нового альбому в альбомному ж порядку.
- 24 вересня 2010 року альбом було презентовано у Львові; також його продавали на фестивалі Руйнація VIII.
- 25 вересня 2010 року альбом було офіційно викладено в Інтернеті для вільного завантаження[4]

## «Срібний» Тур
У підтримку альбому АННА провела тур містами України:
| Дата              | Місто                 | Примітки                                                         |
| ----------------- | --------------------- | ---------------------------------------------------------------- |
| 29 жовтня 2010    | Донецьк               |                                                                  |
| 30 жовтня 2010    | Дніпро                |                                                                  |
| 31 жовтня 2010    | Кіровоград            |                                                                  |
| 5 листопада 2010  | Хмельницький          |                                                                  |
| 6 листопада 2010  | Кам'янець-Подільський | +SUN ECLIPSE, MAKNAMARA, WIDЕНЬ, M.O.N.O                         |
| 20 листопада 2010 | Київ                  | +ТОЛ, МегамаСС                                                   |
| 5 грудня 2010     | Івано-Франківськ      | + МегаМасс                                                       |
| 11 грудня 2010    | Сміла                 | +ТОЛ, МегамаСС                                                   |
| 18 грудня 2010    | Львів                 | + ТонкаяКраснаяНить, Ніагара, Sun Eclipse, Мій Батько П'є та ін. |